# Vía motora
Las vías motoras, o vías de la motilidad en neurología, son las relacionadas con la transmisión de información eferente, es decir, desde el sistema nervioso central hacia la periferia, descendiendo un haz neuronal desde el área prerolándica hasta un órgano efector. La vía de la motilidad comprende 3 sistemas, el piramidal, o corticoespinal, que va a los pares raquídeos, el sistema geniculado o corticonuclear, que va a los pares craneales excepto a los motores del ojo, que de ellos se encarga el sistema corticomesencefálico.

## Descripción de la ruta piramidal
- Nace en los axones de las células gigantopiramidales de Betz, en la corteza cerebral.
- Descienden desde el área prerolándica, pasando por la cápsula interna del tálamo.
- Sigue descendiendo por los pedúnculos cerebrales, se cruza y llega a los nervios craneales, donde se encuentran con sus segundas neuronas, las que moverán el órgano efector.
- Sigue descendiendo y al llegar al bulbo raquídeo el 75% del ramo se ha entrecruzado al lado contralateral en la llamada decusación piramidal, pero un 25% no, sino que llega a la médula y se entrecruza formando el haz cruzado y a nivel donde tenga que efectuar movimiento, se encuentra a su segunda neurona de conexión.

Todo esto terminando por sinapsis en las neuronas de los cuernos anteriores opuestos, por lo que el hemisferio izquierdo gobierna el lado derecho y viceversa.